# Bunaeopsis callista
Bunaeopsis callista är en fjärilsart som beskrevs av Le Cerf 1922. Bunaeopsis callista ingår i släktet Bunaeopsis och familjen påfågelsspinnare. Inga underarter finns listade i Catalogue of Life.